# Харрис, Элис
Э́лис Ха́ррис (англ. Alice Carmichael Harris; род. 23 ноября 1947, Коламбус) — американский лингвист, специалист по исторической лингвистике и исследователь кавказских языков, главным образом картвельских, а также некоторых языков нахско-дагестанской семьи (удинского, бацбийского).
Лауреат премии Эрла Сазерленда (1998) в Университете Вандербильта. Лауреат премии Фонда Гуггенхайма (2009) в области гуманитарных наук.
Член Международного общества исторической лингвистики, Американского лингвистического общества, Европейского общества кавказоведов, Ассоциации лингвистической типологии. Член редколлегии журналов Language, Natural Language and Linguistic Theory, Linguistic Typology, Diachronica и др.
Участвует в организации программы документации вымирающих языков DEL (Documentating Endangered Languages).

## Биография
В 1969 году окончила Женский колледж Рандолф-Макон в Линчберге (Виргиния), где изучала литературу, английский и французский языки и латынь. Один год провела на стажировке в Университете Глазго (1967—1968). На вечерних курсах при Гарвардском университете посещала лекции Дуайта Болинджера по истории романских языков. Степень магистра по лингвистике получила в Университете Эссекса в 1971 году.
Вернувшись в США, продолжила обучение на отделении лингвистики в Гарвардском университете. Под влиянием профессоров Стивена Андерсона и Роберта Андерхилла заинтересовалась эргативностью и стала изучать грузинский язык, а также русский. Во время работы над диссертацией в 1974—75 гг. проходила годичную стажировку в Тбилисском госуниверситете. В 1976 году получила докторскую степень по лингвистике. До конца 1970-х гг. преподавала лингвистические курсы в Гарварде.
С 1979 по 2002 год работала в Университете Вандербильта (Нашвилл), где в 1993—2002 гг. возглавляла отделение германских и славянских языков. С 2002 по 2009 год — профессор лингвистики в Университете Стоуни-Брук. С 2009 года — профессор лингвистики в Университете Массачусетса в Амхерсте.
На 2015 год Элис Харрис была избрана вице-президентом Американского лингвистического общества, а в 2016 году она исполняла обязанности президента Общества.

## Семья
Муж Элис Харрис — американский биохимик Джеймс Старос, также работавший в Университете Стоуни-Брук и в 2009 году назначенный проректором Университета Массачусетса — Амхерст. У них трое детей.

## Области исследований
Исследовала грузинский синтаксис с точки зрения совмещения различных стратегий кодирования глагольных актантов, а также в связи с явлением «неаккузативности». (Ранние исследования по синтаксису сделаны с позиций Реляционной грамматики.)
Разработала диахронический синтаксис картвельских языков, а также общие принципы исторического анализа синтаксиса. Совместная с Лайлом Кэмпбеллом книга «Исторический синтаксис в типологической перспективе» (1995) получила престижную Премию Леонарда Блумфилда.
Исследовала систему клитик удинского языка, высказав предположения об историческом развитии удинского морфосинтаксиса. Особое внимание уделила явлению «эндоклизиса» (внедрению клитик внутрь глагольной основы), отмечая, что данное явление противоречит принципу лексикализма, принимаемого в ряде современных грамматических теорий.
Современные направления исследований включают диахроническую морфологию и устройство слова (в синхронном и диахроническом аспектах) в языках мира.

## Основные труды
- Harris, Alice C. Georgian Syntax: A Study in Relational Grammar. Cambridge: Cambridge University Press, 1981.
- Harris, Alice C. Diachronic Syntax: The Kartvelian Case (Syntax and Semantics, 18). New York: Academic Press, 1985.
- Harris, Alice C. (ed.) The Indigenous Languages of the Caucasus: Kartvelian. Delmar, N.Y.: Caravan Press, 1991.
- Campbell, Lyle & Harris, Alice C. Historical syntax in cross-linguistic perspective. Cambridge: Cambridge University Press, 1995. ISBN 0-521-47960-6
- Harris, Alice C. Endoclitics and the Origins of Udi Morphosyntax. Oxford: Oxford University Press, 2002.
- Harris, Alice C. Multiple Exponence. Oxford: Oxford University Press, 2017.[7]